# Lotus 91
Lotus 91 je Lotusov dirkalnik Formule 1, ki je bil v uporabi v sezoni sezoni 1982. Zasnovali so ga Colin Chapman, Martin Ogilvie in Tony Rudd. Po več slabših dirkalnikih in sezonah se je Colin Chapman vrnil nazaj k osnovam, dirkalnik pa je delno temeljil na Williamsu FW07 in Lotusu 88. Poganjal ga je motor Ford Cosworth DFV, menjalnik je bil standardni Hewland, zasnova je bila enostavna, zato je bil lahek za vzdrževanje. Po zgledu Brabhama je bil ti prvi Lotusov dirkalnik s karbonskimi zavorami, kar je močno skrajšalo zavorno pot. Chapman se je po preučevanju novih materialov odločil zgraditi šasijo iz karbonskih vlaken.
Pod vodstvom Petra Warra je moštvo trdo delalo na dirkalniku. Lahka in trdna šasija je dajala Lotusu 91 možnost boja z dirkalniki z močnejšimi turbo motorji, Cosworth pa je samo za Lotus izdela verzijo motorja DFV s krajšim taktom. Vzmetenje je bilo revolucionarno, saj sta bila višina in obnašanje vzmetenja nastavljiva iz notranjosti dirkalnika, Lotus 91 je bil prvi dirkalnik z aktivnim podvozjem. Sistem so delno nadzorovali računalniki, v začetni fazi pa še vedno v večji meri hidropnevmatični sistem. Elio De Angelis je znal izkoristiti prednosti dirkalnika, toda na hitrejših dirkališčih, kot so bili Hockenheimring, Monza and the Österreichring, dirkalnik ni bil konkurenčen. Na slednjem je po napetem zadnjem krogu De Angelis premagal Kekeja Rosberga in zmagal, osvojil je še nekaj uvrstitev na stopničke, skupno pa peto mesto v dirkaškem prvenstvu. Po prepovedi ground effecta za sezono 1982 dirkalnik ni bil več primeren, Lotus pa je izdelal svoj prvi turbo dirkalnik Lotus 93T. Lotus 91 je dosegel zadnjo Lotusovo zmago pod vodstvom Colina Chapmana, ki je decembra 1982 umrl zaradi srčnega napada.

## Popolni rezultati Formule 1
(legenda) (Odebeljene dirke pomenijo najboljši štartni položaj, poševne pa najhitrejši krog)
| Leto | Moštvo     | Motor             | Gume | Dirkači         | 1   | 2   | 3    | 4   | 5   | 6   | 7    | 8   | 9   | 10  | 11  | 12  | 13  | 14  | 15  | 16  | Toč | Prv |
| ---- | ---------- | ----------------- | ---- | --------------- | --- | --- | ---- | --- | --- | --- | ---- | --- | --- | --- | --- | --- | --- | --- | --- | --- | --- | --- |
| 1982 | Team Lotus | Ford Cosworth DFV | G    |                 | JAR | BRA | ZZDA | SMR | BEL | MON | VZDA | KAN | NIZ | VB  | FRA | NEM | AVT | ŠVI | ITA | LVE | 30  | 5.  |
| 1982 | Team Lotus | Ford Cosworth DFV | G    | Nigel Mansell   |     | 3   | 7    |     | Ret | 4   | Ret  | Ret |     | Ret |     | 9   | Ret | 8   | 7   | Ret | 30  | 5.  |
| 1982 | Team Lotus | Ford Cosworth DFV | G    | Elio de Angelis |     | Ret | 5    |     | 4   | 5   | Ret  | 4   | Ret | 4   | Ret | Ret | 1   | 6   | Ret | Ret | 30  | 5.  |
| 1982 | Team Lotus | Ford Cosworth DFV | G    | Roberto Moreno  |     |     |      |     |     |     |      |     | DNQ |     |     |     |     |     |     |     | 30  | 5.  |
| 1982 | Team Lotus | Ford Cosworth DFV | G    | Geoff Lees      |     |     |      |     |     |     |      |     |     |     | 12  |     |     |     |     |     | 30  | 5.  |